# Xanthorhoe icterica
Xanthorhoe icterica är en fjärilsart som beskrevs av Alexander Michailovitsch Djakonov 1908. Xanthorhoe icterica ingår i släktet Xanthorhoe och familjen mätare. Inga underarter finns listade i Catalogue of Life.